# 青い空だけじゃない
『青い空だけじゃない』（あおいそらだけじゃない）は、Chageのミニ・アルバム。2023年8月30日に発売された。発売元はUSM JAPAN。規格品番：UICZ-4646（Blu-ray付）UICZ-4647（DVD付）。

## 解説
オリジナル・アルバムとしては前作『YOU'RE THE ONE』から約1年ぶりとなる作品。全7曲が収録されており、3曲の新曲とChageが1998年に発表したソロデビュー曲「トウキョータワー」のニューバージョンなどを収録している。
付属のDVD及びBlu-ray Discには、2023年1月6日にビルボードライブ東京で行われたバースデーライブ「Chage Billboard Live "64 to 65"」が完全収録されている。
その他、UNIVERSAL MUSIC STORE限定セットとしてBlu-ray付CD、DVD付CDそれぞれにTシャツがセットされたものが存在する。

## 収録曲
| 全編曲: 十川ともじ。 |                                                            |                   |       |
| #                    | タイトル                                                   | 作詞・作曲        | 時間  |
| 1.                   | 「幸せな不条理」                                           | Chage             | 4:18  |
| 2.                   | 「笑顔見せて」                                             | Chage             | 3:56  |
| 3.                   | 「青い空だけじゃない (Original Ver.)」                     | Chage、河野健太郎 | 6:07  |
| 4.                   | 「幸せな不条理 (Acoustic Ver.)」                           | Chage             | 4:22  |
| 5.                   | 「トウキョータワー (25th Ver.)」                           | Chage             | 5:49  |
| 6.                   | 「青い空だけじゃない」(Bonus Track)                        | Chage、河野健太郎 | 4:25  |
| 7.                   | 「トウキョータワー (25th Ver.) (Radio Edit)」(Bonus Track) | Chage             | 5:12  |
| 合計時間:            | 合計時間:                                                  | 合計時間:         | 34:09 |

| #   | タイトル                  | 作詞 | 作曲・編曲 |
| --- | ------------------------- | ---- | ---------- |
| 1.  | 「Newsにならない恋」      |      |            |
| 2.  | 「箱の中身はなんだろう」  |      |            |
| 3.  | 「LOVE」                  |      |            |
| 4.  | 「さよならは踊る」        |      |            |
| 5.  | 「螢」                    |      |            |
| 6.  | 「Mimosa」                |      |            |
| 7.  | 「僕と君のように」        |      |            |
| 8.  | 「天使がくれたハンマー」  |      |            |
| 9.  | 「POP」                   |      |            |
| 10. | 「Viva Happy Birthday!」  |      |            |
| 11. | 「接吻」                  |      |            |
| 12. | 「もうひとつのLOVE SONG」 |      |            |

## 楽曲解説
1. 幸せな不条理
2023年7月30日発表の配信限定シングル。
2. 笑顔見せて
本作オリジナルの新曲。
3. 青い空だけじゃない (Original Ver.)
2023年8月15日発表の配信限定シングルのアルバム・ヴァージョン。
シングル・ヴァージョンより演奏時間が長くなっている。
4. 幸せな不条理 (Acoustic Ver.)
2023年7月30日発表配信限定シングルのアコースティックバージョン。
5. トウキョータワー (25th Ver.)
1998年発表のシングルのニュー・ヴァージョン。
最新の技術によるリミックスが施されており、当時使われなかったトラックや新たに収録されたトラックが追加されている。
6. 青い空だけじゃない
2023年8月15日発表の配信限定シングルのシングル・ヴァージョン。
ボーナス・トラック。
7. トウキョータワー (25th Ver.) (Radio Edit)
1998年発表の1stシングルのニュー・ヴァージョンのエディット・ヴァージョン。原曲のシングル・ヴァージョンを忠実に編集している。ボーナス・トラック。

### DVD・BD
- Chage Billboard Live "64 to 65"

1. Newsにならない恋
2. 箱の中身はなんだろう
3. LOVE
4. さよならは踊る
5. 螢
6. Mimosa
7. 僕と君のように
8. 天使がくれたハンマー
9. POP
10. Viva Happy Birthday!
11. 接吻
12. もうひとつのLOVE SONG